# Кисслинг, Герхард
Ге́рхард Ки́сслинг (нем. Gerhard Kießling; 16 июня 1922, Меране, Веймарская республика — 7 апреля 2017, Миттенвальд, Германия) — немецкий профессиональный хоккеист, тренер и спортивный функционер. Возглавлял сборные Восточной и Западной Германии по хоккею с шайбой.

## Биография
Родился 16 июня 1922 года в городе Меране. Воспитанник хоккейного клуба «Франкенхаузен», в 1937 году выступал в чемпионате Германии в составе основной команды. После Второй мировой войны выступал в «Франкенхаузене» в чемпионате ГДР по хоккею с шайбой с 1946 по 1952 год, был капитаном команды, а также играющим тренером. В 1950 году стал чемпионом страны.
Учился в Германском колледже физической культуры в Лейпциге, окончил учебное заведение по квалификации тренер. Возглавлял сборную ГДР по хоккею с шайбой с 1952 по 1957 год, в 1957 году руководил командой на чемпионате мира. Осенью 1957 года вместе с семьёй бежал в ФРГ, побег совершил, по своему собственному признанию, по спортивным причинам. В новой стране возглавил хоккейный клуб «Прессен Крефельд». В 1959 году возглавил сборную ФРГ, руководил ей на чемпионате мира. В 1960 году не был главным тренером объединённой команды Германии, выступавшей на Олимпийских играх в Скво-Вэлли, по просьбе восточногерманской стороны.
С 1960 по 1965 год возглавлял команду Оберлиги «Айнтрахт Франкфурт». С 1970 по 1974 год вновь возглавлял сборную ФРГ, в 1973 году вылетел с командой в группу B. В 1974 году возглавил команду «Розенхайм», вместе с ней вышел из второй лиги в высшую. С 19075 по 1984 год возглавлял различные клубы высшей лиги страны. Завоевал два титула чемпиона Германии с командой «Кёльнер» в 1977 и 1979 году.
В сезоне 1984/85 руководил командой чемпионата Австрии «Лустенау». Сезон 1985/85 начинал как главный тренер австрийской команды «Инсбрук», однако в декабре покинул свой пост. В январе 1986 вновь возглавил «Лустенау», которым руководил до конца сезона. В сезоне 1987/88 был спортивным менеджером, а после и главным тренером команды второй лиги «Риссерзее». В сезоне 1990/91 руководил «Инсбруком», а в конце сезона тренировал берлинское «Динамо» в чемпионате Германии уже после объединения страны. Карьеру тренера завершил в 1991 году.
Сын — Удо Кисслинг, один из лучших хоккеистов Германии в истории, был включён в Зал славы ИИХФ.
Герхард Кисслинг скончался 7 апреля 2017 года на 94-м году жизни.